# 1997 CF3
1997 CF3 är en asteroid i huvudbältet som upptäcktes den 3 februari 1997 av NEAT vid Haleakalā-observatoriet.